# Raz Shlomo
Raz Shlomo (en hebreo: רז שלמה‎; Ascalón, 13 de agosto de 1999) es un futbolista israelí que juega en la demarcación de defensa para el Maccabi Tel Aviv F. C. de la Liga Premier de Israel.

## Selección nacional
Tras jugar con la selección de fútbol sub-16 de Israel, la sub-17, la sub-18, la sub-19 y la sub-21, finalmente debutó con la selección absoluta el 24 de septiembre de 2022. Lo hizo en un partido de la Liga de Naciones de la UEFA 2022-23 contra Albania que finalizó con un resultado de 2-1 a favor del combinado israelí tras los goles de Shon Weissman y Tai Baribo para Israel, y de Myrto Uzuni para Albania.

## Clubes
| Club                   | País    | Año       | Partidos | Goles |
| ---------------------- | ------- | --------- | -------- | ----- |
| Hapoel Tel Aviv F. C.  | Israel  | 2017-2022 | 121      | 5     |
| Maccabi Netanya F. C.  | Israel  | 2022-2023 | 79       | 0     |
| Oud-Heverlee Leuven    | Bélgica | 2023-2024 | 11       | 2     |
| Maccabi Tel Aviv F. C. | Israel  | 2024-     | 52       | 1     |

## Palmarés

### Títulos nacionales
| Título                 | Club                   | País   | Año  |
| ---------------------- | ---------------------- | ------ | ---- |
| Copa Toto Al           | Maccabi Netanya F. C.  | Israel | 2023 |
| Liga Premier de Israel | Maccabi Tel Aviv F. C. | Israel | 2024 |
| Supercopa de Israel    | Maccabi Tel Aviv F. C. | Israel | 2024 |
| Copa Toto Al           | Maccabi Tel Aviv F. C. | Israel | 2025 |
| Liga Premier de Israel | Maccabi Tel Aviv F. C. | Israel | 2025 |